# Marijan Kraljević King
Marijan Kraljević, zvani »King« (Zagreb, 29. studenog 1937. – Zagreb, 21. rujna 2021.) bio je kriminalist, pravnik, policijski inspektor te jugoslavenski diplomatsko-konzularni agent i pionir privatnog istražiteljstva u Hrvatskoj.

## Životopis
Rođen je u Zagrebu, iako je porijeklom iz Širokog Brijega u Hercegovini. Nakon završetka osnovna i srednjoškolska obrazovanja u Zagrebu završava milicijsku školu u Svetošimunskoj ulici, potom Pravni studij na Pravnom fakultetu Sveučilišta u Zagrebu 1963., te je profesionalnu karijeru započeo u miliciji, odnosno javnoj sigurnosti, gdje je napredovao do višeg policijskog inspektora, a u samom Republičkom sekretarijatu unutrašnjih poslova (dalje: RSUP) SR Hrvatske radio je od 1965. do 1984. godine.
Njegov stric, koji je otprije bio u Zagrebu, također je bio policajac, kao oružnik u službi NDH, ali je poginuo na kraju Drugoga svjetskoga rata. U Gradskom sekretarijatu unutarnjih poslova (GSUP) za Zagreb, King je radio na poslovima osiguranja – tako je bio u Titovoj pratnji prilikom posjeta američkog predsjednika Richarda Nixona Zagrebu u listopadu 1970. godine, zatim je imenovan na dužnost jugoslavenskog generalnog konzula u Stuttgartu u SR Njemačkoj, gdje je bio pomoćnik jugoslavenskom konzulu Vojislavu Đukiću. Tijekom rada u diplomatsko konzularnim predstavništvima SFR Jugoslavije (DKP SFRJ) u SR Njemačkoj zaprimio je jednom prilikom eksplozivnu pošiljku, naime u DKP SFRJ u SR Njemačkoj, Kraljević je bio zadužen za praćenje hrvatske političke emigracije.
Tijekom radnog staža u policiji, ali i kasnije, bavio se dizanjem utega, te je postigao uspjeh u podizanju preko 400 kg u kategoriji triatlon, a bio je i među prvim trenerima u klubu Metalac u Zagrebu, da bi zatim 1969. bio postavljen za trenera jugoslavenske reprezentacije u dizanju utega.
Tijekom afere u INA Commercu iz jeseni 1982., u kojoj su uhićeni direktori INA-e Petar Crnković i Boro Ostrolučanin, a Stjepan Đureković koji je kasnije bio ubijen u Njemačkoj, u to je vrijeme već napustio Jugoslaviju, King je 1984. umirovljen s mjesta inspektora zagrebačkog GSUP-a pri RSUP-a SR Hrvatske.
Nakon demokratskih promjena 1990. godine, novi ministar Josip Boljkovac pregovarao je s Kingom o njegovu povratu u hrvatski MUP, od čega se na koncu odustalo. Tijekom suđenja u Josipu Perkoviću i Zdravku Mustaču u medijima objavljen prijepis razgovora u kojemu je na upit ministra Boljkovca zna li tko je ubio emigranta Đurekovića King odgovorio: „Mi smo ga ubili, tko bi drugi!” Naime, pritom je King mislio na jugoslavensku Službu državne sigurnosti (SDS). Kasnije je za medije King izjavio kako ga je tadašnji ministar Boljkovac zamolio za razgovor te kako se tom prilikom s Boljkovcem nepozvan pojavio Josip Perković, tada pomočnik ministra zadužen za SDS, te ih je ovaj obojicu primio u kuću, gdje ih je ponudio vinom, te su razgovarali o stanju u policiji, kao i Udbi, ali King nije znao da je Perković cijeli razgovor snimao.
Tada je King osnovao prvu privatnu detektivsku agenciju u Hrvatskoj, pod nazivom »Delta«.
Umro je 21. rujna 2021. godine u 84. godini nakon kratke i teške bolesti. Pokopan je na Mirogoju.